# هکیرو شیینا
هکیرو شیینا (انگلیسی: Hekiru Shiina; ۱۲ مارس ۱۹۷۴ – ) صداپیشه، بازیگر، و خواننده اهل ژاپن بود. وی از سال ۱۹۹۱ میلادی تاکنون مشغول فعالیت بوده‌است.